# Darkroom
Darkroom (з англ. темна кімната) — слабо освітлене приміщення для анонімних, в тому числі і групових сексуальних контактів, а також для БДСМ-ігор.
«Темні кімнати» виникли в 1970-і роки в США. Спочатку вони розташовувалися в підвальних приміщеннях гей-клубів. Сьогодні «темні кімнати» більше не є специфікою гей-культури та поширені, хоча і рідше, в гетеросексуальній секс-культурі, зокрема в БДСМ і свінг-клубах.